# Leordina
Leordina è un comune della Romania di 2 532 abitanti, ubicato nel distretto di Maramureș, nella regione storica della Transilvania.